# Gordon Sidney Harrington
Pour les articles homonymes, voir Harrington.
Gordon Sidney Harrington (né le 7 août 1883, décédé le 4 juillet 1943) était un homme politique canadien, plus précisément néo-écossais, qui fut premier ministre de sa province de 1930 à 1933.

## Biographie
Incapable de combattre la Grande Dépression, son gouvernement est défait par les libéraux aux élections de 1933. C'est le dernier gouvernement conservateur jusqu'à l'ascension au pouvoir de Robert Stanfield en 1956.